# 빅터 데이비스 핸슨

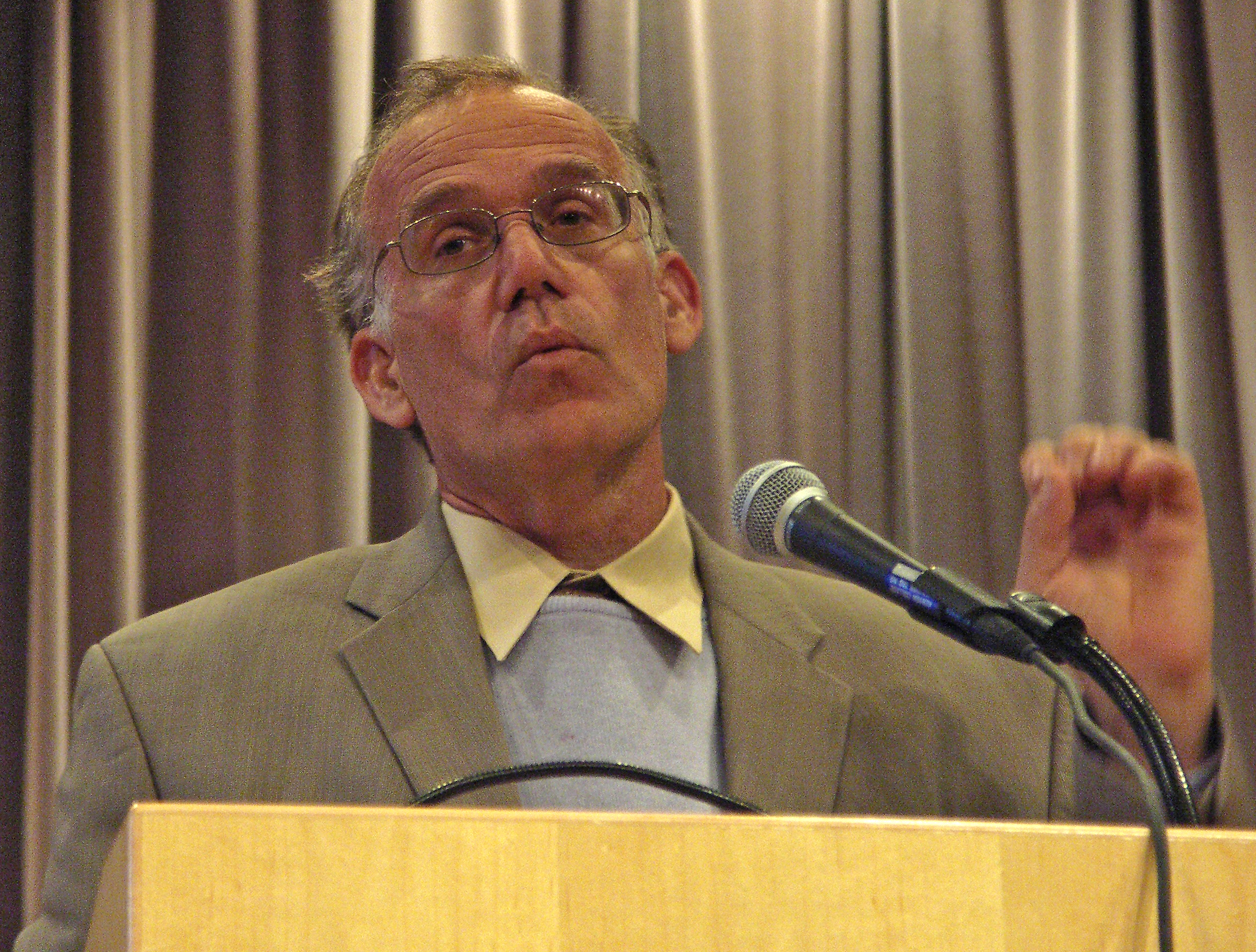

빅터 데이비스 핸슨 ( Victor Davis Hanson; 1953년 9월 5일 출생 )은 미국의 보수주의 해설가로, 고전주의자이며 전쟁 역사학자이다. 그는 근대와 고대의 전쟁사에 대하여 논평하였으며 근래에는 다양한 언론에 정치 논평을 연재하고 있다.  현재, 캘리포니아 주립대학 고전학 교수이며 스탠포드 대학 후버 연구소의 연구원이기도 하다.

## 주요 정치적 관점

### 이민 관련
그는 캘리포니아주에 갑자기 늘어난 남미출신 이민자들을 거론하며 미국의 건국이래로 붕괴위험에 처해 있다고 주장한다.  그는 미국 시민권의 질적인 수준이 하향평준화 되고 있으며, 영어를 할 줄 모르는 시민권자들이 늘어나고 있으며 이런 이유로 인해, 미국의 시스템이 붕괴되고 있다고 지적한다.

### 좌경화로 가는 미국
그는 오바마와 조 바이든 행정부 기간동안에 미국이 조직적으로 붕괴되고 있으며 우크라이나-러시아 사태에 이 행정부가 위기를 자초했다고 주장한다.